# Nikolaus Wassilieff

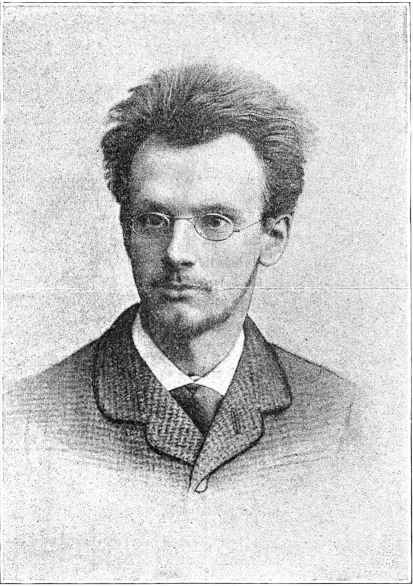
Porträt von Nikolaus Wassilieff (1857–1920)

Nikolaus Wassilieff, (russisch Николай Васильевич Васильев) (* 29. Juli 1857 in Sankt Petersburg; † April 1920 in Petrograd) war ein russischer politischer Flüchtling, erster Arbeitersekretär in der Stadt Bern und anschliessend in Basel.

## Leben
Nikolaus Wassilieff wuchs in St. Petersburg als Sohn des Sinologen Wassili Pawlowitsch Wassiljeff und der Sofija Iwanowa geborene Simonowa auf. Die angesehene Familie hatte sieben Kinder. Zu seinen Brüdern gehörte der Mathematiker Alexander Wassiljewitsch Wassiljew. Er war Schüler des deutschsprachigen St.-Anna-Gymnasiums, wo er bereits mit revolutionären Ideen in Kontakt kam, wobei ihn offenbar die Vorstellung vom «Gang ins Volk», prägte. Dafür wollte er sich mit einem Studium der Agronomie rüsten, zuerst in St. Petersburg und ab Anfang 1877 im Forst- und Landwirtschaftlichen Institut in Nowo Alexandria. 1877 wurde er wegen Besitzes verbotener Literatur verhaftet. 1878 wurde er am Rande eines Textilarbeiterstreiks in Sankt Petersburg wiederum inhaftiert und aufgrund einer administrativen Verfügung in das Gouvernement Archangelsk verbannt. Doch es gelang ihm, aus der Verbannung in Cholmogory über Deutschland nach Genf, zu fliehen, wo er im September 1878 ankam und in der russischen Emigration Unterschlupf fand. Von dort zog er nach Bern, um sich am 16. Januar 1879 an der medizinischen Fakultät der Universität Bern zu immatrikulieren. Er unterbrach sein Studium, um in der Druckerei des «Sozialdemokraten» in Zürich-Hottingen als Schriftsetzer zu arbeiten. Am 29. Oktober 1882 schrieb er sich erneut an der Universität Bern ein. Er vertiefte sein Studium als Assistent an der Entbindungsanstalt und später am physiologischen Institut. Er schloss sein Medizinstudium 1887 mit dem Doktortitel ab.
Seine Partnerin Marie Kleimann aus Odessa (1861–1893), die sich 1879 in Bern fürs Medizinstudium immatrikuliert hatte, gebar 1882 die Tochter Zina (1882–1966). 1888 wurde Wassilieff in Muri (BE) eingebürgert. Im gleichen Jahr heiratete er Marie Kleimann, die 1890 dissertierte. Marie Kleimann verstarb 1893.
1890 wählte ihn die Arbeiterunion Bern auf den neu geschaffenen Posten eines Arbeitersekretärs. In dieser Funktion unterstützte Wassilieff rat- und hilfesuchende Arbeiterinnen und Arbeiter, organisierte Weiterbildungskurse und gründete zahlreiche Gewerkschafts- und sozialdemokratische Parteisektionen. Wassilieff war massgeblich an der Entstehung des Berner Volkshauses beteiligt. In der von Wassilieff ins Leben gerufenen "Freien Schule" der Arbeiterunion vermittelte er die Grundrisse der modernen wissenschaftlichen Weltanschauung in einer zweimal jährlich wiederholten Reihe von zirka 20 bis 30 Vorträgen.
1892 veröffentlichte der Einwohnerverein eine von über 400 Personen unterschriebene Protesterklärung gegen Wassilieff. 1893 wurde er für den Käfigturmkrawall verantwortlich gemacht und zu einer Gefängnisstrafe verurteilt. Im Grossen Rat wurde eine Anfrage an die Regierung zu Wassilieff behandelt. Bald hatte der Volkswitz den Namen Wassilieff in Waschlisepp umgetauft.
1893 nahm Wassilieff am 2. Internationalen Sozialistischen Arbeiterkongress in der Tonhalle in Zürich teil.
Nach einer Studienreise durch Belgien kehrte er 1896 tief beeindruckt von der in Gent bestehenden Genossenschaft «Vooruit» zurück. Im Gegensatz zu den rein wirtschaftlich orientierten Genossenschaften stellte diese eine sozialistische Vollgenossenschaft dar. Die in Bern gegründete «Sozialistische Genossenschaft Vorwärts» kam im Jahre 1900 endgültig zu Fall und wurde 1902 liquidiert.
1897 ging Wassilieff eine zweite Ehe mit Nadine Kononowitsch (1874–1956) ein, Tochter des Alexander, Direktors der Sternwarte in Odessa, die ebenfalls Medizin studierte und 1905 in Basel dissertierte.
1897 nahm er am Internationalen Arbeiterschutz-Kongress in Zürich teil. 1897 zog er mithilfe der Stimmen der Arbeiter in den Berner Stadtrat, Mitte 1898 zusätzlich ins bernische Kantonsparlament ein.
Vieles sei Niklaus Wassilieff in seiner Zeit als stadtbernischer Arbeitersekretär gelungen; ein Unternehmen sei ihm jedoch derart missglückt, dass sein weiterer Aufenthalt in der Bundesstadt unmöglich geworden sei. Viele Arbeiter hatten dabei ihre Ersparnisse verloren aber auch spendefreudige Gewerkschaften und politische Vereine beklagten Verluste. Das Angebot der Basler Arbeiterschaft an die Spitze ihres eben gegründeten Arbeitersekretariates zu treten habe Niklaus Wassilieff aus seiner gefährdeten Stellung in Bern befreit.
1900 zog Wassilieff nach Basel, wo er ebenfalls das lokale Arbeitersekretariat leitete. In Basel sass er von 1902 bis 1905 ebenfalls im Kantonsparlament. 1906 kehrte er nach St. Petersburg zurück. Seine letzte bekannte Adresse war Anfang 1913 das Polytechnische Institut in St. Petersburg. Wassilieff bekleidete Leitungsfunktionen in der russischen Konsumgenossenschaftsbewegung und stand als Anhänger der Gruppe «Einheit» um den Mitgründer der russischen Sozialdemokratie, Georgi Plechanow, in Opposition zu Lenin. 1917 fiel die Zarenherrschaft.
Ende 1922 meldete die Schweizerische Depeschenagentur, dass Wassilieff in Russland verschollen sei. Es heisse, er sei in Odessa erschossen worden. Eine Sterbeurkunde konnte, trotz wiederholtem Verlangen nicht beigebracht werden. Seine Frau und Tochter kehrten 1922 in die Schweiz zurück. Gemäss Fragebogen für Vorschussgesuche der Schweizerischen Hilfs- und Kreditorengenossenschaft für Russland (Secrusse) wohnte Nadine Wassilieff in Odessa, wo sie während zehn Jahren eine verantwortliche Stelle im städtischen Krankenhaus innegehabt habe und kehrte am 24. Oktober 1922 als Repatriantin in die Schweiz zurück. Sie stellte ein Gesuch für die Beschaffung von Mobiliar und Instrumenten zur Wiederaufnahme einer ärztlichen Praxis in Basel.

## Veröffentlichungen
Siehe auch Berichte des Basler Arbeitersekretariates, Russische Nationalbibliothek, Plechanow Haus
- Н.В Васильев. (N.W.Wassilieff.): 60 лет борьбы за 8-ми часовой рабочий деньm (60 Jahre Kampf für einen 8-Stunden-Arbeitstag). 3. Auflage. Petersburg, M. Malykh. [1917].[81]
- Wassilieff: An die sogenannten Arbeitswilligen. In: Gewerkschaftliche Rundschau für die Schweiz. 2, 1910. 3. S. 67–68.[82]
- Н.В. Васильев (N.W. Wassilieff): Восьмичасовой рабочий день и его культурное значение (Der Achtstundentag und seine kulturelle Bedeutung). 1907.[83]
- N. Wassilief: Aus meinen Erinnerungen. Als Manuskript gedruckt. Unionsdruckerei Bern. Basel. [ohne Jahr].[84]
- N. Wassilieff: Aus meinen Erinnerungen. In: Berner Tagwacht, 1905–1906. Kapitel I[85], II[10], III[86], IV[1][87], IV[2][88], V[89][90][91], VI[92], VII[93], VIII[11][94][95], IX[12], X[13], XI[96] XII[14].
- N. Wassilieff: Die Arbeitsverhältnisse in den Basler chemischen Fabriken. Basel. 1905.[97]
- N. W. Wassilieff: Восьмичасовый рабочий день и его значение [Vosʹmičasovyj rabočij denʹ i ego značenie]. [Der achtstündige Arbeitstag und dessen Bedeutung für die Entwicklung der Kultur]. In: Rabočaja biblioteka. Serija I. Genf, 1901.[98]
- N. Wassilieff: Der achtstündige Arbeitstag und dessen Bedeutung für die Entwicklung der Kultur. (= Berichte des Basler Arbeitersekretariates, 1).1900.
- N. Wassilieff: Die reifen Aehren : Zur Agitation und zum Nachdenken : Gesammelt von Dr. Nicolaus Wassilieff. (=Berichte des Basler Arbeitersekretariates, 2).1900
- N. Wassilieff: Die Genossenschaften im Dienste der Arbeiterbewegung : "Vorwärts" in Bern im Jahre 1898 (erster Jahresbericht). 1899. (= Flugblatt des Vorwärts, 2).
- N. Wassilieff: Die Arbeiterunion Bern, das stadtbernische Arbeitersekretariat und die Vorgänge am 19. Juni 1893 : Vortrag. 3. Aufl. 1894.[99]
- Vortrag vom 25. August 1893 des Arbeitersekretärs Wassilieff im Biergarten. In: Berner Tagwacht. 1893.[100][101][102][103][104][105][42][37][39][106][107][43] [Siehe auch:[99], Vortrag gehalten am 25., 30. August und 5. September 1893 im Biergarten, Schweizerbund und Militärgarten].
- N.W. Wassilieff: Wo wird der Schluckreflex ausgelöst. In: Mitteilungen der Naturforschenden Gesellschaft Bern. 1887, Heft 1169–1194, S. 170–191.[108]
- N. Wassilieff: Wo wird der Schluckreflex ausgelöst. In Zeitschrift für Biologie. Neue Folge, 6. Band, 1888. S. 29–46.[109]

## Archive
- Basel: Schweizerisches Wirtschaftsarchiv.[127]
- Bern: Stadtarchiv Bern: Suche nach Wassilieff[128], Käfigturmkrawall[129].
- Bern: Staatsarchiv des Kantons Bern: Einbürgerung,[130] Käfigturmkrawall[131][132], Freie Schule[133], Zeitungsartikel[134], Ausstellung 1993[135].
- Bern: Schweizerisches Bundesarchiv: Dossier Nr. 6074 Nadine Wassilieff
- Bern: Universität: Matrikel.[136]
- Sankt Petersburg: Russische Nationalbibliothek: №1096, Васильев Николай Васильевич (1857–1920).[137][138]
- Sankt Petersburg: Bücher aus der persönlichen Bibliothek von G.V. Plechanow[139][140]
- Zürich: Schweizerisches Sozialarchiv.[84]
- Zürich: Universität. Matrikeledition.[141]